# Эсколар
Эсколар, или серая деликатесная макрель, или серая макрель  (лат. Lepidocybium flavobrunneum), — вид лучепёрых рыб из семейства гемпиловых (Gempylidae). Единственный представитель одноимённого рода Lepidocybium. Пелагические рыбы открытых океанических пространств. По внешнему виду и образу жизни напоминает тунца. Максимальная длина тела 2 метров, а масса — 45 кг. Наиболее распространённый вес: 25—35 кг.
Распространена в тропических и умеренно тёплых водах по всему мировому океану (её нет только в северной части Индийского океана). В мясе её содержится 0,4—1,8 % жира, 18,8—20,2 % белка. Масляная рыба, вылавливаемая в Юго-Восточной Атлантике, значительно жирнее — в ней до 11—13 % жира.
Эсколар ловится только в качестве прилова при тунцовом промысле. Специального коммерческого лова масляной рыбы не ведётся. Рыба поступает на рынки некоторых европейских стран, в Канаду.

## Описание
Тело умеренно удлиненное, овальной формы, несколько сжато с боков, высота тела укладывается 4,1—4,3 раза в стандартную длину тела. Длина головы укладывается 3,6—3,7 раза в длину тела. Нижняя челюсть немного выступает вперёд. Первый спинной плавник очень низкий, с 8—9 колючими лучами. Во втором спинном плавнике 16—18 мягких лучей. В анальном плавнике 1—2 колючих и 12—14 мягких лучей. За вторым спинным и анальным плавниками следует ряд из 4—6 дополнительных плавничков. В брюшных плавниках один колючий и 5 мягких лучей. Хвостовой плавник вильчатый. С каждой стороны хвостового стебля находится мясистый киль, выше и ниже которого располагается по одному более короткому килю. Позвонков 31. Тело почти равномерно тёмно-коричневое, с возрастом становится почти чёрного цвета.

## Ареал
Распространены в тропических и умеренных водах всех океанов, но практически не встречаются в северной части Индийского океана.

## Биология
Обитают на континентальных склонах на глубине от 200 до 1000 м. Совершают суточные вертикальные миграции, поднимаясь в верхние слои воды в ночное время. Питаются кальмарами, ракообразными, различными видами рыб.

## Пищевая ценность
Отличается высокими вкусовыми качествами.
Мясо белое, плотной консистенции и приятного вкуса. По вкусу масляная рыба сходна со вкусом хорошего жирного палтуса. При разделке рыба филетируется и режется на толстые стейки. При промышленной переработке мясо эсколара используется для изготовления балычных изделий, копчения. В домашних условиях подходят любые способы приготовления. Масляную рыбу можно жарить на сковороде, тушить или готовить на гриле. Однако наилучшим считается поджаривание на гриле (на открытом огне). При таком способе приготовления из мякоти удаляется излишнее количество жира, которого в масляной рыбе очень много.
Есть нужно осторожно, так как могут быть побочные эффекты, например, такие как сильная диарея, так как в ней присутствуют не перевариваемые человеком липиды (по этой причине эту рыбу хотят запретить к употреблению в Китае). Перед готовкой нужно отрубить рыбе голову и подвесить за хвост, чтобы масло стекло.
Представляет собой интересное исключение из правил: вместо триглицеридов жирных кислот (жиры) они накапливают сложные эфиры жирных кислот и высокомолекулярных высших спиртов (воски). Пищеварение человека не содержит ферментов, которые могут расщеплять эти вещества, поэтому они беспрепятственно попадают в кишечник и в больших дозах могут вызвать диарею. Лучше всего пробовать эту рыбу в ресторане — маленькие порции дадут возможность насладиться вкусом жирных, но совершенно некалорийных блюд без отрицательных последствий для пищеварения.
Мясо жирное, может оказывать ярко выраженное слабительное действие.

## Законодательство
Из-за возможных последствий употребления эсколар запрещён в Японии с 1977, так как японское правительство считает его токсичным. Также запрещен в Италии.
Национальные пищевые администрации Швеции и Дании уведомили торговые ассоциации и компании-импортёров рыбы о проблемах эсколара и подобных рыб при неправильном приготовлении и выпустили рекомендации.
В начале 2007 после протестов и жалоб потребителей на неправильно маркированную рыбу и проведённого расследования правительственный Центр безопасности продуктов Гонконга рекомендовал не использовать эсколар для ресторанных целей, корректно идентифицировать и маркировать рыбу перед продажей, покупать рыбу в проверенных местах и осведомить потребителей о возможных эффектах потребления эсколара, масляной рыбы и к ним относящихся видов.
В середине 2007 канадское Агентство по инспекции продовольствия после расследования случаев диареи вызванной неправильно маркированной рыбы решило не запрещать эсколар или масляную рыбу, но вместо этого выпустила данные о потенциальных побочных эффектах потребления и рекомендовало покупателям общаться с их ретейлером, уточняя вид рыбы, и потреблять рыбу малыми порциями, используя методы приготовления, удаляющие маслянистое содержимое.
В начале 1990-х Управление по контролю качества продуктов и лекарств (FDA) США после получения жалоб на диарею, связанную с потреблением эсколара, выпустила бюллетень, рекомендующий не импортировать рыбу. Однако FDA отказалось от этой рекомендации через несколько лет после принятия решения о том, что рыба нетоксична и не смертельно опасна. На данный момент FDA неформально рекомендует: «Эсколар не следует продавать на межштатном уровне».